# Piece of Mind
Piece of Mind és el quart àlbum del grup d'Iron Maiden. Va ser llançat el 16 de maig de 1983 i assolí el tercer lloc en les llistes de rànquings britàniques.

## Previ al llançament de l'àlbum
El single Flight of Icarus va aparèixer l'11 d'abril de 1983 i assolí el lloc número 11, al costat de la cara B I've got the Fire. Mesos després es va llançar el segon i més popular single The Trooper (20 de juny del mateix any) arribant al lloc número 12.
L'àlbum està carregat de literatura, cinema i mitologia; Where Eagles Dare és un western que protagonitza Clint Eastwood, Revelations parla sobre les experiències d'Aleister Crowley a Egipte (aquest tema va servir de protoseqüela per al disc Powerslave), Flight of Icarus inspirat en el mite grec d'Ícar i Dèdal, The Trooper basada en la pel·lícula Charge of the Light Brigade, Quest for Fire és una obra de G. K. Chesterton, Sun and Steel parla sobre el guerrer japonès Miyamoto Musashi i To Tame a Land és sobre la novel·la de Frank Herbert anomenada Dune i també de la pel·lícula que David Lynch va fer al seu torn sobre el llibre. De fet, en la cançó es nomenen termes i noms relacionats (originalment el tema s'anomenaria Dune).
L'àlbum va servir de debut per al bateria que reemplaçaria al llegendari Clive Burr, Nicko McBrain.
En aquest àlbum Eddie perd el seu abundant cabell i queda rapat, amb el front revelant els cargols de metall que li sostenen la tapa del cap notòriament obert (guarda relació amb el nom del disc, Piece of Mind significa literalment Un tros de Ment); encara que el títol segueix en la línia de capes de significat, car en anglès hi ha l'expressió "peace of mind" de similar fonètica i que significa "pau mental". Potser intentaven persuadir la gent que, posant-te al cap totes aquestes (o d'altres) referències literàries a les que s'al·ludeixen en les cançons, un seria capaç d'obtenir certa tranquil·litat intel·lectual i trencar així les cadenes de la ignorància. Les esmentades cadenes estarien representades a la portada, i de fet Eddie, està trencant-les.

## Llista de cançons
1. Where Eagles Dare (Harris) - 6:10
2. Revelations (Dickinson) - 6:48
3. Flight of Icarus (Smith/Dickinson) - 3:50
4. Die With Your Boots On (Smith/Dickinson/Harris) - 5:25
5. The Trooper (Harris) - 4:11
6. Still Life (Murray/Harris) - 4:55
7. Quest for Fire (Harris) - 3:41
8. Sun and Steel (Dickinson/Smith) - 3:26
9. To Tame a Land (Harris) - 7:25

## Integrants
- Steve Harris - baixista
- Bruce Dickinson - vocalista
- Dave Murray - guitarrista
- Adrian Smith - guitarrista
- Nicko McBrain - bateria